# Theaterpassage
Die Theaterpassage in Leipzig ist ein Verbindungsgang zwischen Augustusplatz und Nikolaikirchhof.

## Lage und Beschreibung
Der östliche Passageneingang befindet sich im Erdgeschoss des Krochhochhauses in der Goethestraße. In einer offenen, durch zwei Säulen gestützten Vorhalle führen links hinten 14 Stufen abwärts in einen relativ schmalen Gang, an dem eine Szenebar und ein Ladengeschäft liegen. Im weiteren Verlauf finden sich rechts und links Bar und Lounge eines Hotels, in dessen Front, Ritterstraße 4, der westliche Zugang zur Passage liegt.
Im Eingangsbereich an der Goethestraße befindet sich auch der Zugang zum Ägyptischen Museum der Universität, das seit 2010 seinen Sitz im Krochhochhaus hat, wo zuvor seit 1983 das Ausstellungszentrum der Kustodie der Universität beheimatet war.

## Geschichte

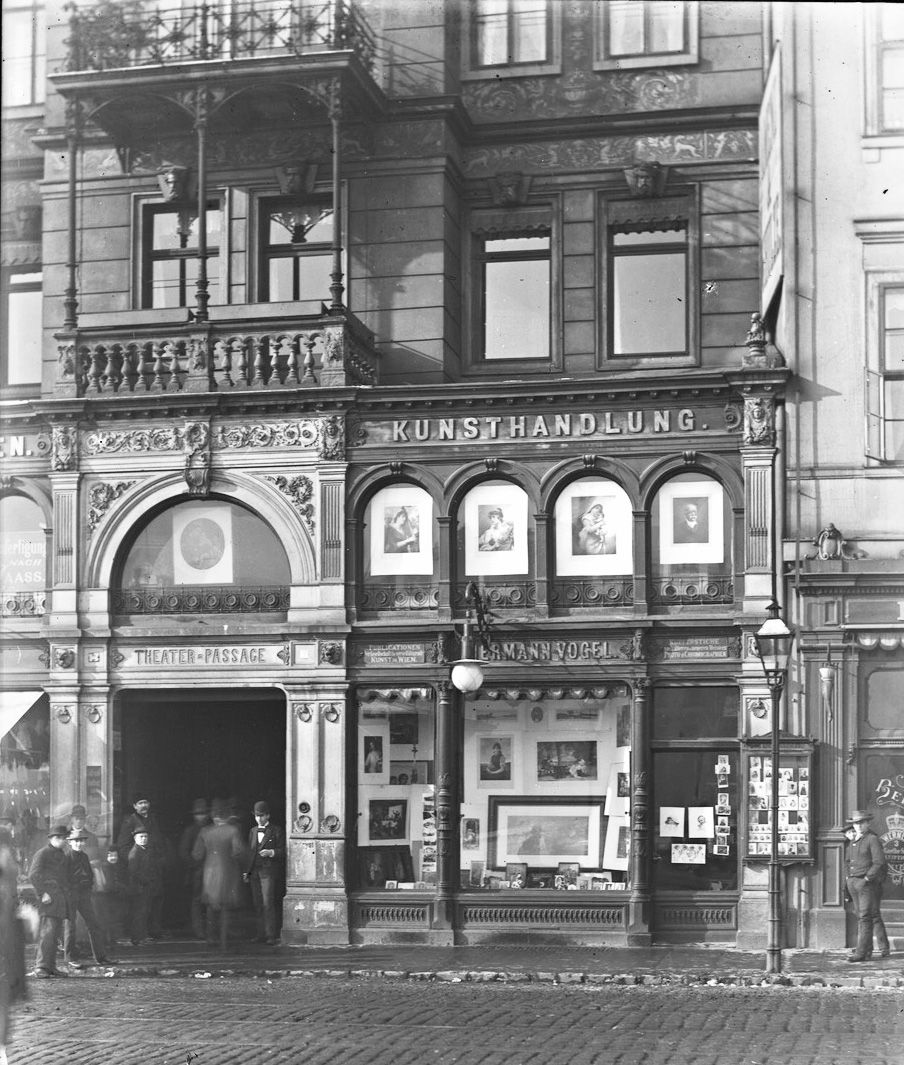
Eingang Goethestr. um 1905
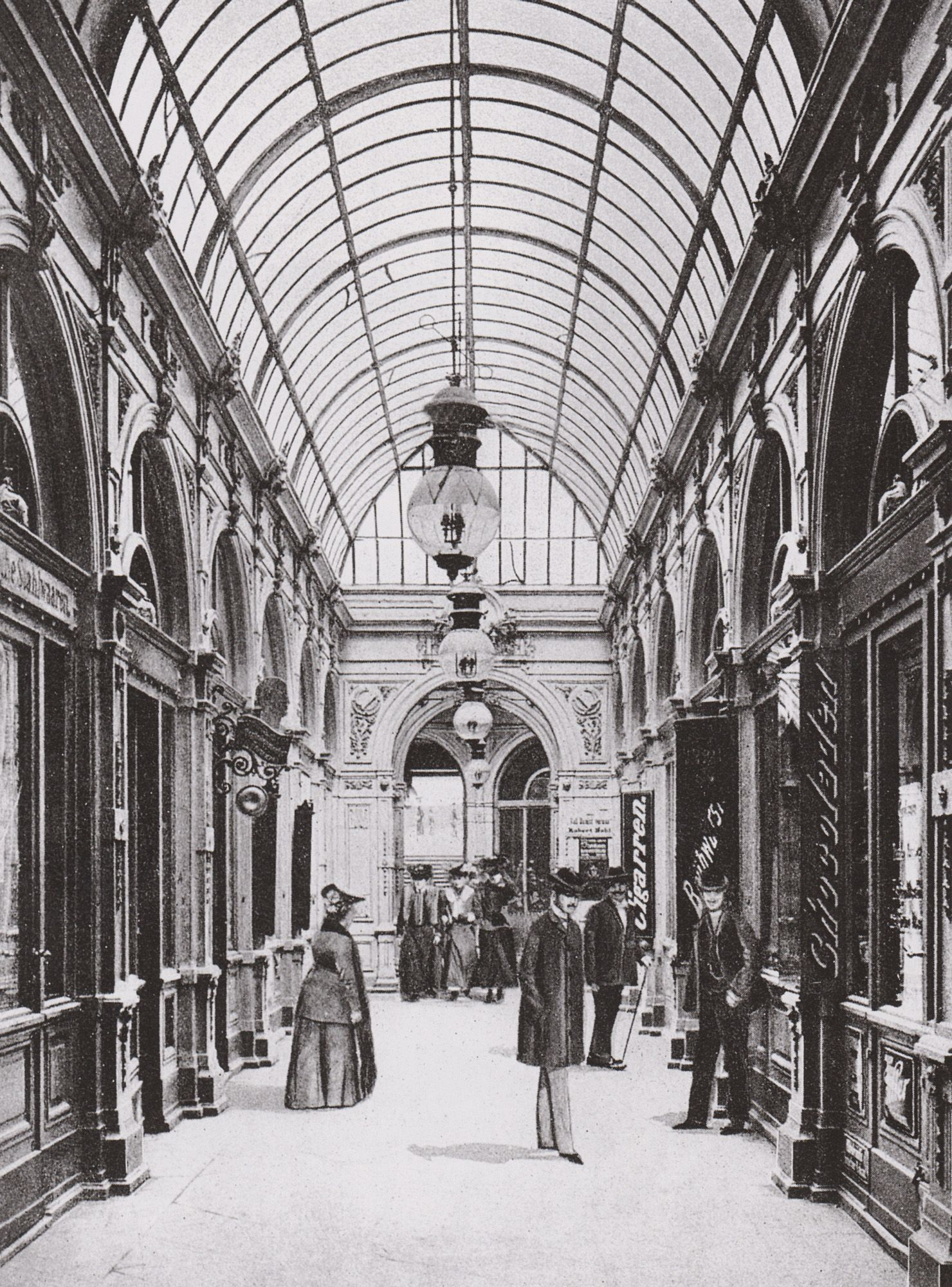
In der Passage um 1900
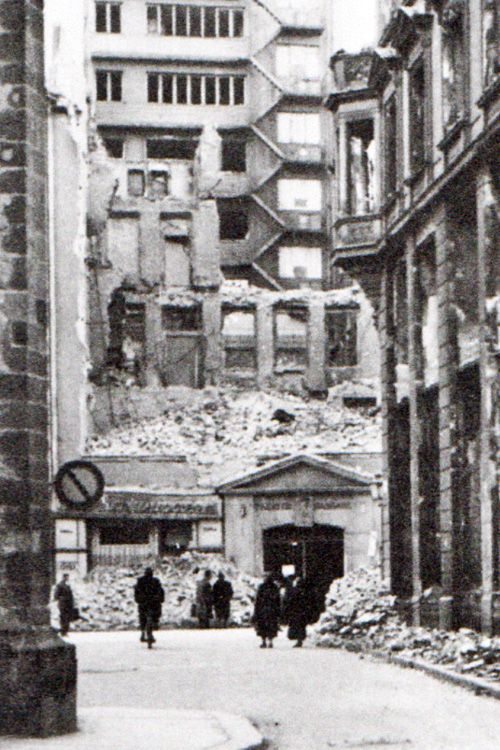
Die Passage als Ruine, 1945

Auf einem Teilgrundstück des ehemaligen Großen Kollegs Goethestraße 2 errichtete die Universität Leipzig 1872 ein Wohn- und Geschäftshaus. Vier Jahre zuvor war schräg gegenüber auf dem Augustusplatz das Neue Theater eröffnet worden. Um einen schnellen und bequemen Weg aus der Stadt zum Theater zu haben, wurde das Haus als Durchhaus gestaltet, dem sich ein Gang bis zum Nikolaikirchhof bzw. der Ritterstraße 4 anschloss. Dieser Gang war mit einem Glasdach überwölbt, und an seinen Seiten lagen Ladengeschäfte. Damit hatte Leipzig seine erste Passage, für die sich ab etwa 1880 der Name Theaterpassage etablierte. Als Architekt wird der Leipziger Hans Engler vermutet.
Nachdem die Nachbargrundstücke bereits neu bebaut waren, wurde das Haus Goethestraße 2 Ende der 1920er Jahre abgerissen und an dessen Stelle 1927/1928 der 43 m hohe Stahlbetonbau des Krochhochhauses errichtet. Die Passage wurde in den Neubau integriert.
Bei den Luftangriffen auf Leipzig im Zweiten Weltkrieg wurde der Teil hinter dem Krochhochhaus zerstört. In dem während der Zeit der DDR errichteten Büro- und Geschäftshaus Ritterstraße/Ecke Grimmaische Straße war auch dieser Teil der Theaterpassage wiedererstanden, insbesondere mit einem vielbesuchten Kunst- und Antiquitätenhandel mit angeschlossener Galerie. 2011 musste dieses Gebäude einem 2014 eröffneten Hotel weichen, wiederum unter Beibehalt der Passage.